# 노텔
노텔(Nortel, 과거 명칭: 노던 텔레콤/Northern Telecom)은 캐나다의 통신장비 및 광통신을 포함하는 네트워크 분야의 선두주자 중 하나이다.
노텔 네트웍스(Nortel Networks Corporation) 줄여서 노텔(Nortel)은 이전에는 노던 일렉트로닉(Northern Electric) 및 노던 텔레콤(Northern Telecom)으로 알려져 있었지만 캐나다 온타리오 주 미시소가에 본사를 둔 다국적 통신 및 데이터 네트워킹 장비 제조업체였다. 노던 텔레콤은 몬트리올, 퀘벡에 노던 전기 및 제조 회사(Northern Electric and Manufacturing Company) 로 1895년에 설립되었다. 1949년 반독점 법안이 확정될 때까지 노던 일렉트로닉(Northern Electric)은 벨 캐나다 (Bell Canada)와 웨스턴 일렉트릭 컴퍼니(Western Electric) 및 벨 시스템(Bell system)이 소유하고 있었으며 라이센스가있는 웨스턴 일렉트릭 컴퍼니의 설계를 기반으로 대량의 통신 장비를 생산해왔었다.
토론토 증권거래소(TSX)에 상장된 모든 회사의 총 가치 중 약1/3을 차지하는 노텔(Nortel)은 전 세계적으로 94,500명의 직원을 고용하고 있다.

## 전화회선 장치 및 광통신장비
1980년대 전후 전화회선 및 사설교환기, 1990년대 ATM 패킷 교환기 그리고 2000년을 전후하여 광통신장비 제조 및 판매와 관련한 글로벌 다국적 기업이다.

## USB
노던 텔레콤은 USB 1.0 버전의 통신 프로토콜의 주요 개발 멤버중 하나였다.

## 같이 보기
- 루슨트 테크놀로지
- 알렉산더 그레이엄 벨